# Héctor Grauert
Héctor Grauert Ferrer (Montevideo, 7 de noviembre de 1907-Montevideo, 8 de febrero de 1991) fue un abogado, profesor y político uruguayo perteneciente al Partido Colorado.
El Doctor Héctor A. Grauert fue Consejero Nacional de Gobierno, Senador, Diputado,  Ministro de Estado,  en varias ocasiones, Director del Banco de Seguros del Estado y Presidente de la Junta Departamental de Montevideo.  en dos períodos.

## Carrera política
Hijo de Julio Luis Grauert Meneses y Fermina Ferrer.
Comenzó su carrera política acompañando a su hermano mayor, Julio César Grauert, en la agrupación batllista Avanzar. Pronunció su primer discurso cuando contaba con 15 años de edad, el 22 de septiembre de 1922, en el viejo Teatro Urquiza de Montevideo, para la proclamación de José Batlle y Ordóñez a la presidencia del Consejo Nacional de Administración.
Se graduó en la Universidad de la República como abogado en 1940 y desde su graduación hasta 1943 se desempeñó como profesor de Derecho Constitucional en la Facultad de Derecho. 
Fue elegido siete veces legislador, en efecto dos veces diputado y cinco veces electo Senador de la República y fue Ministro de Estado en seis oportunidades y miembro del Consejo Nacional de Gobierno (Ejecutivo Colegiado). En materia departamental fue electo como edil y presidió la Junta Departamental de Montevideo en dos períodos.
Realizó periodismo desde el Diario El Día, el semanario Avanzar y luego en el diario Acción y radio Ariel.
- Diputado electo por Montevideo (1942, 1946 y 1950), en 1950 siendo electo diputado y senador optó por el Senado.
- Senador de la República en cinco elecciones (1950, 1954, 1962, 1966 y 1971).
- Ministro de Industrias y Trabajo (1952-1955) durante el gobierno de Andrés Martínez Trueba.
- Ministro de Obras Públicas (1955-1956) durante la Presidencia Luis Batlle Berres en el Consejo Nacional de Gobierno.
- Ministro de Industrias y Trabajo (1956 - 57).
- Ejercicio de forma interina los Ministerios de Defensa Nacional y de Salud Pública,  al mismo tiempo en 1957.
- Ministro del Interior (1957-1958).[2]

Con el fallecimiento del Consejero Manuel Rodriguez Correa, Héctor Grauert asumió como Consejero Nacional de Gobierno, desde 1961 a 1963, en representación del Partido Colorado Batllismo Lista 15.
El 15 de julio de 1960 falleció su joven esposa, María Angélica LLopart de Grauert, de profesión maestra, con quien tuvo sus dos hijos: Judith y Héctor Grauert Llopart. Fue cofundador de la Lista 15 junto a Luis Batlle Berres y luego de la muerte de Luis Batlle en 1964, Grauert fue el presidente honorario de la Comisión Política de la Lista 15, hasta su muerte.
En 1967 el presidente Oscar Gestido lo designó embajador en Lisboa, cargo que rechazaría, lo mismo haría en 1968 cuando el presidente Jorge Pacheco Areco lo desiga embajador en París, en 1972 nuevamente es designado como embajador, está vez en Buenos Aires por parte del presidente - y luego dictador - Juan María Bordaberry, cargo que al igual que con las anteriores designaciones también rechazaría.
En 1971 resultó electo por quinta vez Senador de la República senador de la República, durante el Golpe de Estado del 27 de junio de 1973, Grauert fue el penúltimo senador en hacer uso de la palabra y en manifestárse en contra de la dictadura militar. 
Su hija Judith, debió partir al exilio junto con su familia y su esposo, Reinaldo Gargano.
Su hijo, Héctor Grauert Llopart, fue destituido, |proscrito por el régimen militar y falleció  muy joven, de cáncer pocos años después, el 29 de enero de 1978.
Tras la restauración democrática, Héctor Grauert no aceptó encabezar la lista al Senado del Batllismo Unido, listas 15 y 85, y optó por postularse a una banca como edil en la Junta Departamental de Montevideo, la que obtuvo y ejerció hasta 1990. En 1985 y 1986 presidió la Junta Departamental de Montevideo, con el respaldo de todos los partidos, situación sin precedentes en la historia de dicha institución.

## Proyectos de ley y obras impulsadas
Elaboró innumerables proyectos de ley desde el Senado, entre los cuales destaca la exoneración del pago de impuestos a las actuaciones de la Comedia Nacional en el interior del país (1966). Desde los ministerios que dignificó con su destacada actividad proyectó y promovió grandes obras públicas, que son motivo de orgullo para los uruguayos, como:
- Inauguró el Ingenio Azucarero del Espinillar de Ancap (15-11-1952)
- Inauguración de la [|Represa del Canelón Chico]] (1953)
- Creación de la Comisión Especial para el trabajo de los arrozales y plantaciones de especies sacarígenas  - Decreto (20-09-1953)
- Como Ministro, también impulsó con el Consejo Central de Asignaciones Familiares, la implantación de la Asignación Familiar en el medio rural (1953)
- Colocó la piedra fundamental de la Planta de Cemento y Portland de ANCAP (16-10-1954)
- Proyectó y presidió la Primera Exposición Nacional de la Producción Uruguaya (1956-19 de enero),
- Para ese irrepetible evento tuvo la idea de hacer construir el estadio cerrado más grande de Uruguay (19 de enero de 1956), que llevaba su nombre: "Cilindro Municipal Dr. Héctor Grauert" (1997-1 de septiembre).
- Construcción e inauguración del teatro de verano (19 de enero de 1956), para la exposición anteriormente mencionada, dicho anfiteatro fue trasladado hacia el Parque Rodó en 1968.
- Concretó la primera empresa cogestionada por los obreros y el Estado, al haberle cedido los predios aledaños del Frigorífico del Cerro a sus trabajadores para la construcción de viviendas (1957).
- Desde su segunda presidencia de la Junta Departamental de Montevideo (1986), proyectó la construcción del moderno edificio anexo, en el cual todos los ediles tienen sus despachos al igual que las bancadas de todos los partidos políticos, además de una hermosa sala de sesiones para el cuerpo deliberativo departamental (inaugurada en diciembre de 1989).

Héctor Grauert fue el dirigente colorado y batllista más veces elegido por el pueblo a cargos electivos, todos ellos en representación de la lista 15.

## Misiones diplomáticas y condecoraciones
- Participó de la Conferencia Panamericana de Bogotá (1948).
- Presidió misiones por el Gobierno de la República O. del Uruguay a la OIT (1954-55).
- Condecoraciones:
  - Condecorado con la Orden Nacional al Meríto en gran Cruz por el Gobierno de Alemania (1956).
  - Condecorado por la Orden al Mérito en el Grado de Caballero Gran Cruz por el Gobierno de Italia (1957).
  - Condecorado con la Orden Nacional al Mérito en el grado de Gran Cruz por el Gobierno de Ecuador (1968).
- Distinguido con Medalla por el presidente de la República Julio María Sanguinetti (1986)
- Fue cofundador y primer vicepresidente del Parlamento Latinoamericano (1964).
- Presidió Misión por el Gobierno de la República O. del Uruguay a la OEA (1964).
- Presidió Misión de Homenaje a J. F. Kennedy por el Gobierno de la República Oriental del Uruguay (1964)
- Presidió la Misión por el Gobierno de la República O. del Uruguay a la ONU en 1967.
- Presidió Misión por el Gobierno de la República O. del Uruguay a Israel En el Parque "Bosque ARTIGAS" colocó una placa y plantó un árbol en testimonio de su visita(1967).
- También fue el primer uruguayo en ser invitado a participar del Parlamento Europeo convocado por la Asamblea Consultiva del Consejo de Europa (1968)
- Presidió Misión al Ecuador en 1968.
- Firmó acuerdo de hermandad entre los pueblos de Montevideo y Barcelona, como presidente de la Junta Deapartamental de Montevideo (1986).

## Deporte
En el ámbito deportivo fue socio fundador del Club de Básquet Montevideo (diciembre de 1933).
Miembro de la directiva del Club A. Peñarol desde 1941 a 1951.
Cumplió de forma excelente,  el papel de Facilitador y negociador, con el fin de solucionar el conflicto de la AUF, entre los jugadores y dirigentes.
Para el mismo logró un acercamiento y una reunión clave, entre el entonces Presidente de la República Don Luis Batlle Berres y el Capitán de la Selección y caudillo de los jugadores Obdulio Varrela, para que el seleccionado uruguayo de fútbol pudiera participar del Campeonato Mundial de 1950. 
Fue presidente honorario del Club de Básquet Montevideo (1986-91).

## Vida personal
Fue hijo de Julio Luis Grauert Meneses, abogado, primer catedrático en Economía Política de la Universidad de la República y presidió el Comité Pro Candidatura de Batlle y Ordóñez, el Comité Ejecutivo Departamental del Partido Colorado en Montevideo y diputado por Montevideo.
Su hermano mayor fue Julio César Grauert, presidente de la Asamblea Representativa y diputado en dos períodos. Fue también autor e impulsor del Seguro de Desempleo y del Seguro de Maternidad en el Uruguay. Su hermano mayor Julio César fue el primer Legislador y periodista asesinado por una dictadura en el Uruguay.
Fue tío del también político Julio Grauert Iglesias, hijo de su hermano Carlos (fallecido el 23 de abril de 1985), quien fue también diputado, presidente de la Bolsa de Comercio y vicepresidente del Banco Central (1985). Había sido elegido Intendente suplente junto a Aquiles Lanza (en noviembre de 1984). 
Fue suegro de quien fuese senador de la República y Canciller de la República Reinaldo Gargano (fallecido el 5 de febrero de 2013), casado ado con su hija Judith Grauert Llopart (25 de octubre de 2010).
Su hijo,  Héctor Grauert Llopart,  de gran carisma y popularidad,  fue proscrito y destituido por la dictadura militar. Era deportista, pero falleció muy joven, de cáncer(29-01-1978).
Su nieto,  Héctor Javier Grauert Sarniguet, fue presidente del Comité Ejecutivo Departamental del Partido Colorado en Montevideo (1995-96), presidente y fundador de la Biblioteca y Centro de Estudios "Brum Grauert Batlle" del Partido Colorado (1996-2010). Cofundador y Presidente de la Asesoría Jurídica Gratuita de ayuda a Mujeres víctimas de violencia (1997-2010). Inauguró y Presidió "La Semana Batllista", evento que se realizaba desde el 20 al 26 de octubre, el mismo duró desde el año 2002 al 2010. Publicó un libro en memoria de su abuelo "Crónicas de Héctor Grauert", el 29 de marzo de 2012.